# 秋山駅
秋山駅（あきやまえき）は、千葉県松戸市秋山一丁目にある、北総鉄道北総線の駅である。駅番号はHS04。

## 歴史
- 1991年（平成3年）3月31日 - 開業[1]。
- 1999年（平成11年）2月 - 自動改札機設置。
- 2010年（平成22年）7月17日 - 駅番号 (HS04) が付される。
- 2025年（令和7年）3月17日 - 副駅名「聖徳小・光英VERITAS中高前」が設定される。[3]

## 駅構造
相対式ホーム2面2線を有する掘割による半地下駅である。ホームは将来の10両編成化を考慮し、北国分方に延長可能な構造になっている。駅入口および駅前ロータリーは丘の上に立地する。

### のりば
| 番線 | 路線   | 方向 | 行先                   |
| ---- | ------ | ---- | ---------------------- |
| 1    | 北総線 | 上り | 京成高砂・日本橋方面   |
| 2    | 北総線 | 下り | 新鎌ヶ谷・成田空港方面 |

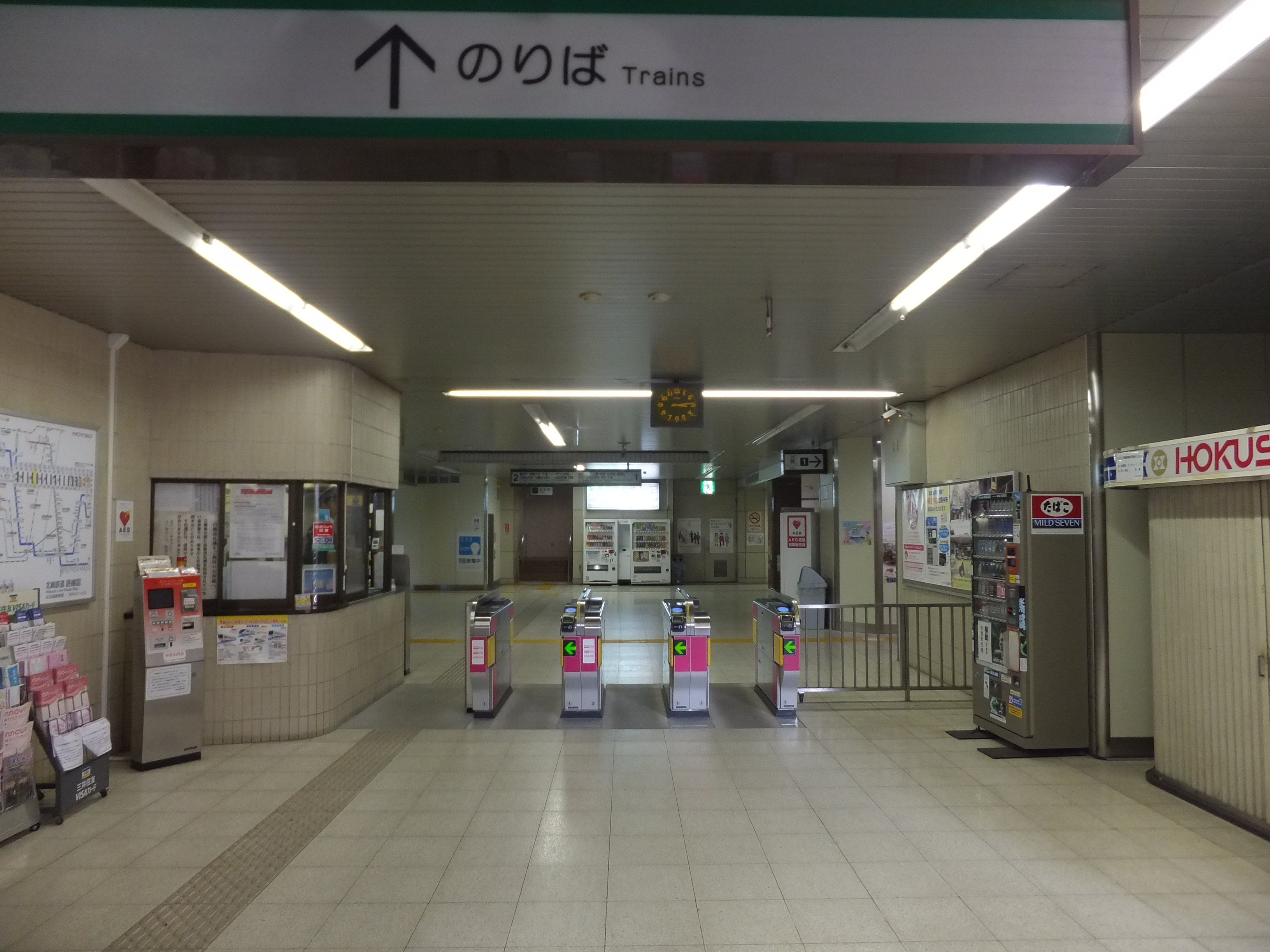
改札口（2012年4月）
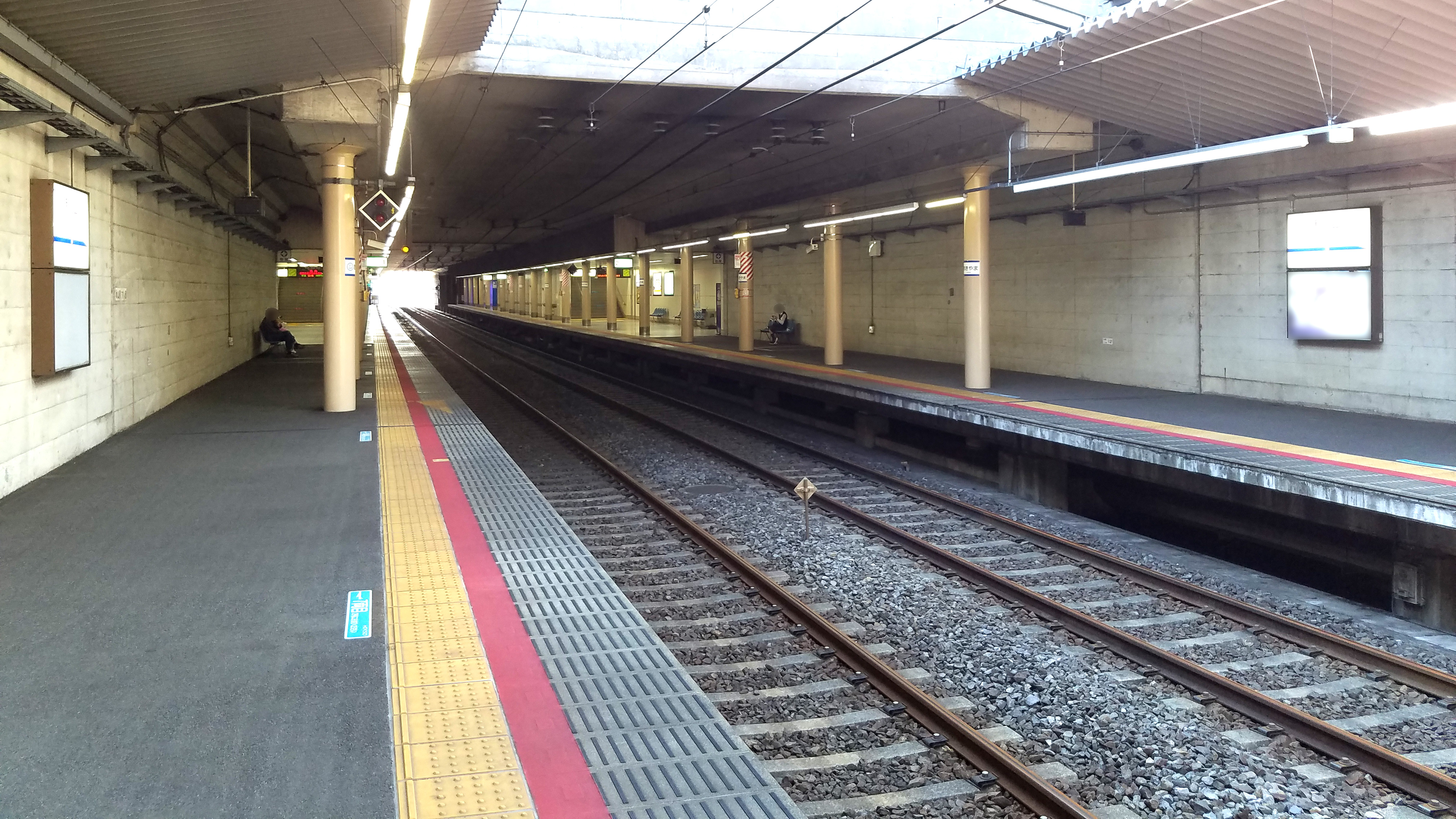
駅ホーム（2019年10月）
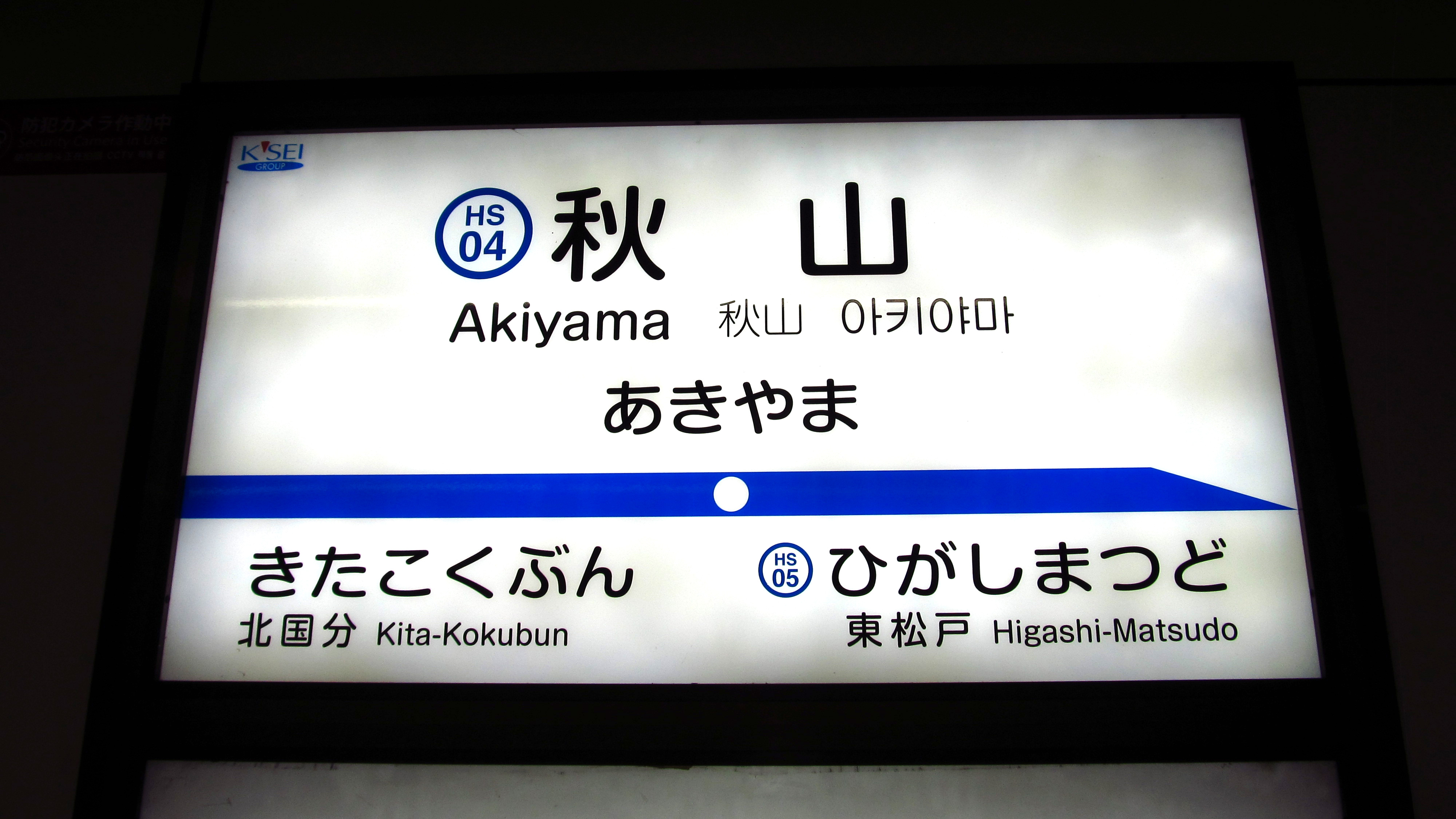
駅名標（2019年10月）

## 利用状況
2022年度の1日平均乗降人員は7,303人。
近年の一日平均乗車人員推移は下表の通り。
| 年度               | 一日平均 乗降人員 | 一日平均 乗車人員 |
| ------------------ | ----------------- | ----------------- |
| 2007年（平成19年） |                   | 2,425             |
| 2008年（平成20年） |                   | 2,619             |
| 2009年（平成21年） |                   | 2,659             |
| 2010年（平成22年） |                   | 2,788             |
| 2011年（平成23年） |                   | 2,896             |
| 2012年（平成24年） |                   | 2,998             |
| 2013年（平成25年） |                   | 3,158             |
| 2014年（平成26年） |                   | 3,203             |
| 2015年（平成27年） |                   | 3,322             |
| 2016年（平成28年） |                   | 3,467             |
| 2017年（平成29年） |                   | 3,661             |
| 2018年（平成30年） |                   | 3,888             |
| 2019年（令和元年） |                   | 3,926             |
| 2020年（令和02年） | 6,325             | 3,184             |
| 2021年（令和03年） |                   | 3,333             |
| 2022年（令和04年） | 7,303             | 3,685             |

## 駅周辺

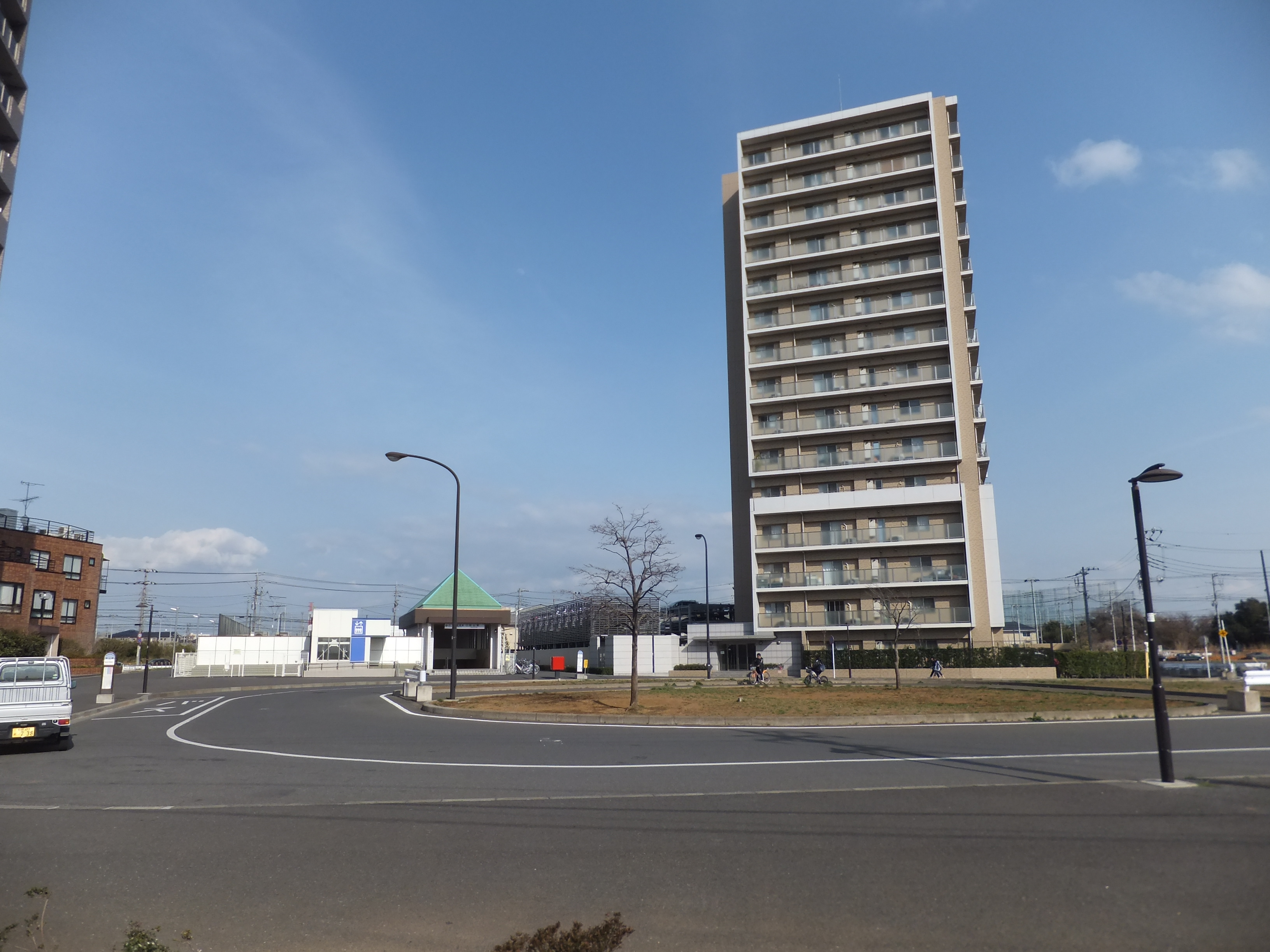
駅前ロータリー（2012年4月）

駅前にはマンションが建ち並び、周辺には学校が多い。駅の南側は商業地区になっている。1991年に開業した当時の駅前には仮設駐輪場と畑が広がっていたが、2000年代に入ってからは駅周辺に大型分譲マンションが相次いで建設され、秋山土地区画整理事業の進捗により開発が進んだ。
- 松戸新京成バス「秋山駅」停留所（駅前ロータリー）
- 国道464号
- 千葉県道180号松戸原木線

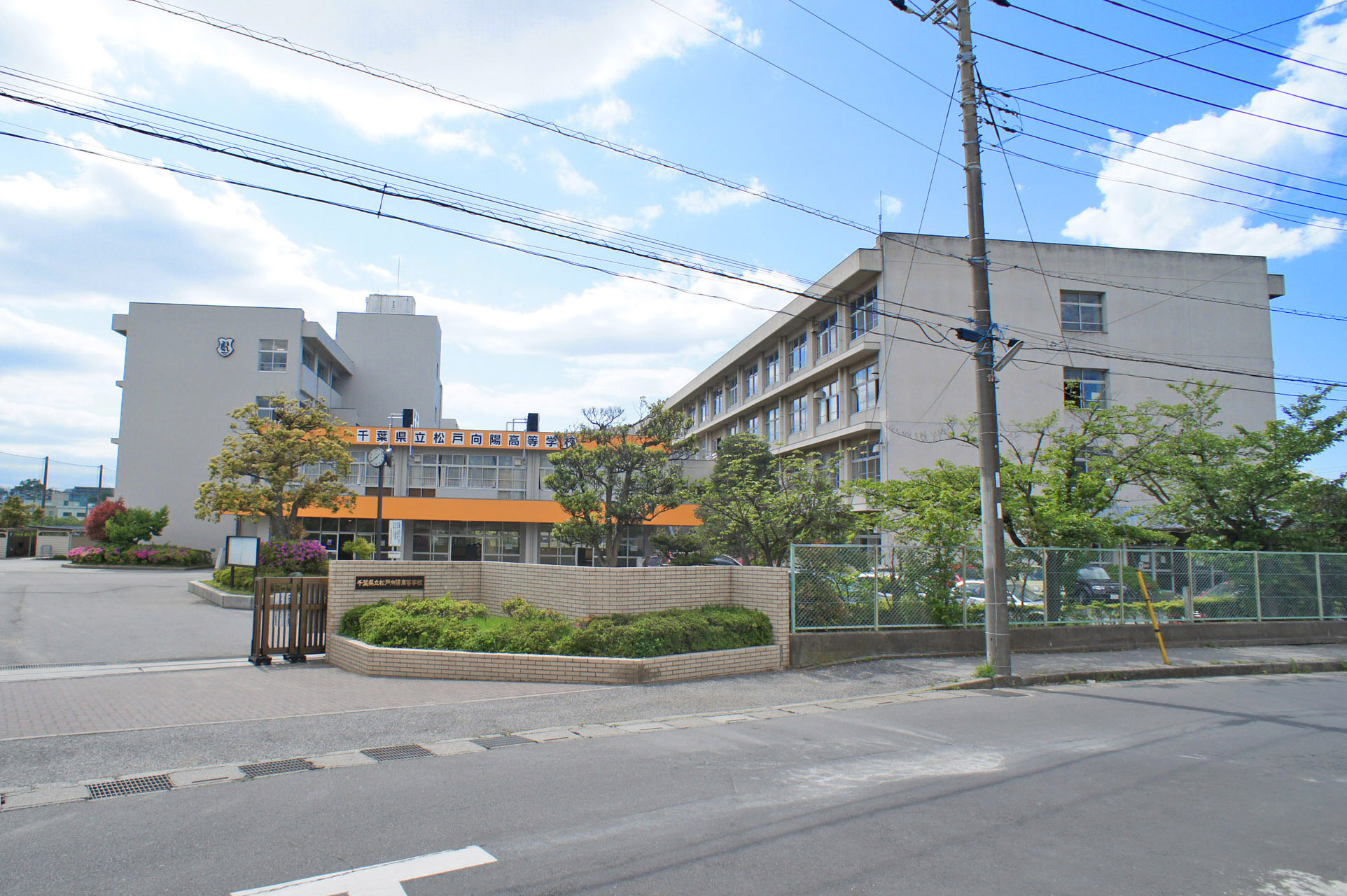
千葉県立松戸南高等学校
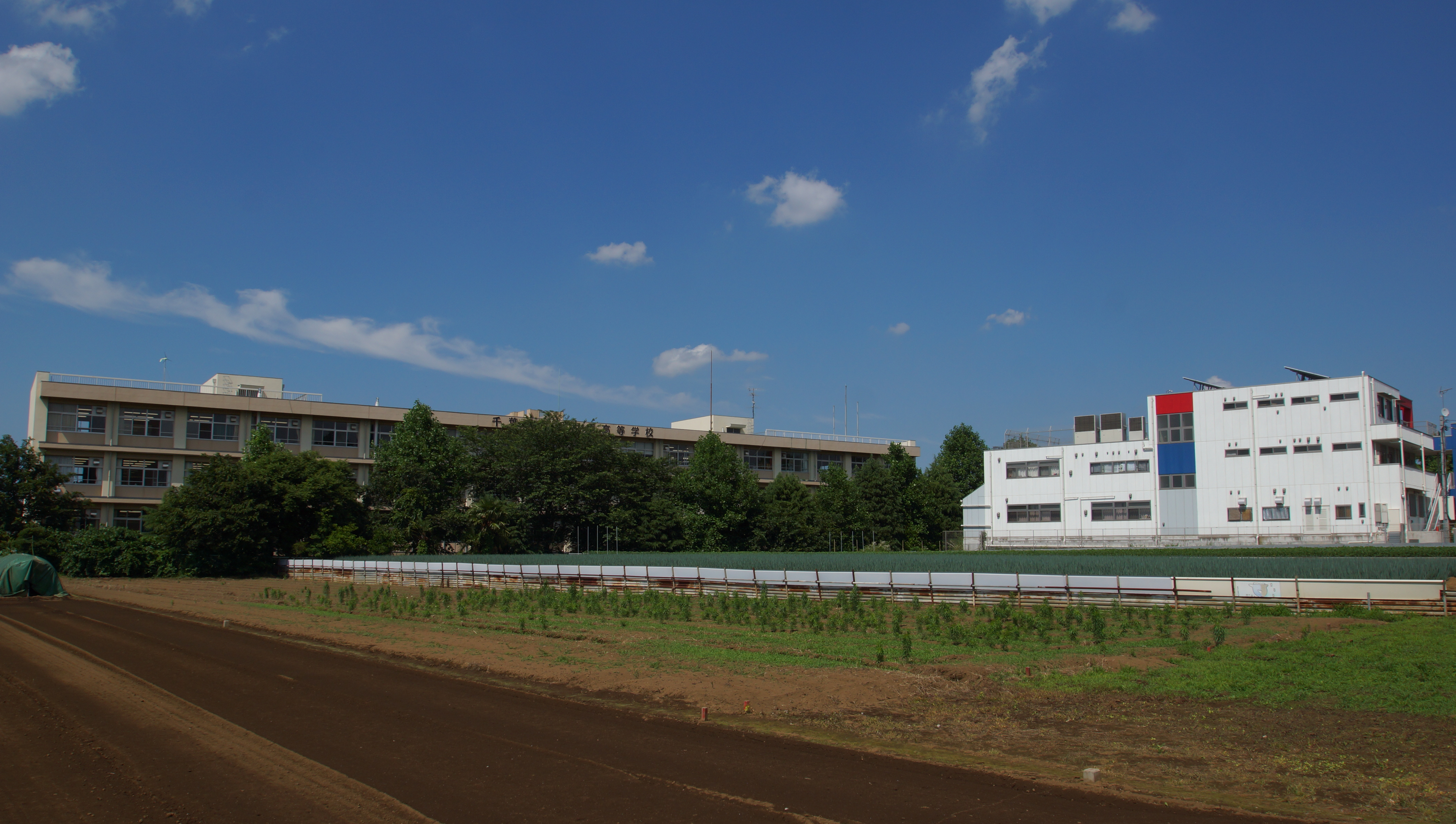
千葉県立松戸向陽高等学校
- 松戸市立第五中学校
- 松戸市立東部小学校
- 松山福祉専門学校
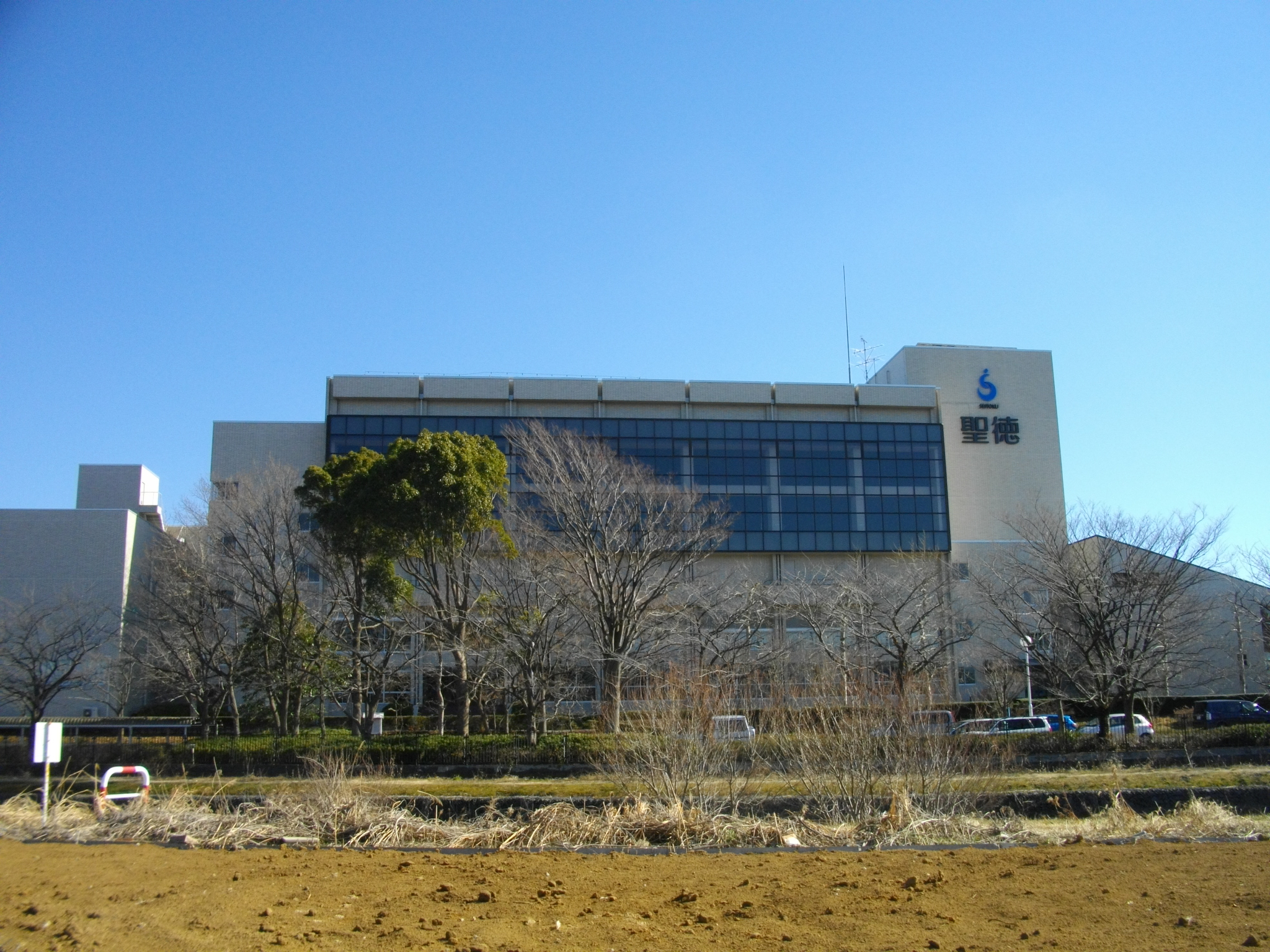
光英VERITAS中学校・高等学校
- 聖徳大学附属小学校
- 松戸市消防局東部消防署
- 秋山駅前郵便局
- 松戸市東部スポーツパーク
- 昭和の杜博物館
- ベスタ松戸秋山
- ベルク松戸秋山店
- ハイオス秋山物流センター
- 秋山クリニックモール
- 梨香台ゴルフガーデン

- 千葉県立松戸向陽高等学校
- 千葉県立松戸南高等学校
- 光英VERITAS中学校・高等学校

## 隣の駅
北総鉄道
 北総線
■特急
通過
■普通
北国分駅 (HS03) - 秋山駅 (HS04) - 東松戸駅 (HS05)
成田スカイアクセス線との共用区間ではあるが、当駅には京成電鉄が運行する列車は停車しない。